# Inês, Duquesa de Västerbotten
A Princesa Inês, Duquesa de Västerbotten (nascida Inês Maria Lílian Sílvia; em sueco Ines Marie Lilian Silvia - 7 de fevereiro de 2025, Estocolomo), é a quarta criança e única filha do Príncipe da Suécia Carlos Filipe, Duque da Varmlândia, e sua esposa, a Princesa Sofia, Duquesa da Varmlândia. É a quarta neta e última dos netos do Rei Carlos XVI Gustavo e de sua esposa, a Rainha Sílvia da Suécia, e ocupa o oitavo lugar na linha de sucessão do trono. Tem três irmãos mais velhos, Alexandre, Gabriel e Juliano.
Por não assumir deveres junto à Casa Real no futuro, ela não terá o tratamento de Alteza Real.

## Biografia
Em 2 de setembro de 2024, Carlos e Sofia anunciaram que estavam esperando sua quarta criança, que nasceria em fevereiro seguinte. No dia 07 de fevereiro de 2025, às 13h10, no Hospital Danderyd, em Estocolmo, Sofia deu à luz uma menina que pesou 3,645 kg e mediu 49 cm. Seu nome foi revelado no dia 10 de fevereiro, Inês Maria Lílian Sílvia, após um Conselho Real realizado no Palácio Real, no qual estiveram seu avô, o Rei Carlos Gustavo, sua tia paterna, a Princesa Herdeira Victória, e autoridades, incluindo o primeiro-ministro, Ulf Kristersson.
Também no dia 10, após seu nome ser revelado, houve uma salva de 21 tiros de canhão e um serviço religioso de ação de graças na Capela Real do Palácio. 

### Nomeação
Inês: como fizeram com seus filhos mais velhos, os pais escolheram como seu primeiro nome um nome "inédito", sem tradição na família real sueca; Maria: é o nome de sua avó materna e um dos nomes da Princesa Sibila, avó paterna de seu pai e portanto, sua bisavó; Lílian: homenagem à Lilian, Duquesa da Halândia, esposa do Príncipe Bertil, que doou sua propriedade, Villa Solbacken, ao Príncipe Carlos Filipe, onde a família vive; Sílvia: homenagem a sua avó materna, a Rainha Sílvia da Suécia.

## Títulos
- Princesa Inês Maria Lílian Sílvia, Duquesa de Västerbotten - desde 07 de fevereiro de 2025.